# Flaga Wielkiej Brytanii
Flaga Wielkiej Brytanii, znana także jako Union Flag, nieoficjalnie Union Jack – jeden z symboli państwowych Wielkiej Brytanii, używany także jako flaga Akrotiri i Dhekelii. Była podstawą do utworzenia wielu innych flag, m.in. niektórych państw Wspólnoty Narodów oraz brytyjskich terytoriów zależnych. Union Jack do dziś znajduje się w kantonie czterech państw: Australii, Nowej Zelandii, Tuvalu i Fidżi.

## Wygląd i symbolika
Flaga złożona jest z nałożonych na siebie symboli: Szkocji (biały krzyż św. Andrzeja), Anglii (czerwony krzyż św. Jerzego z białym konturem) i Irlandii (czerwony krzyż św. Patryka, również z białym konturem). Całość umieszczona jest na niebieskim tle.

## Historia

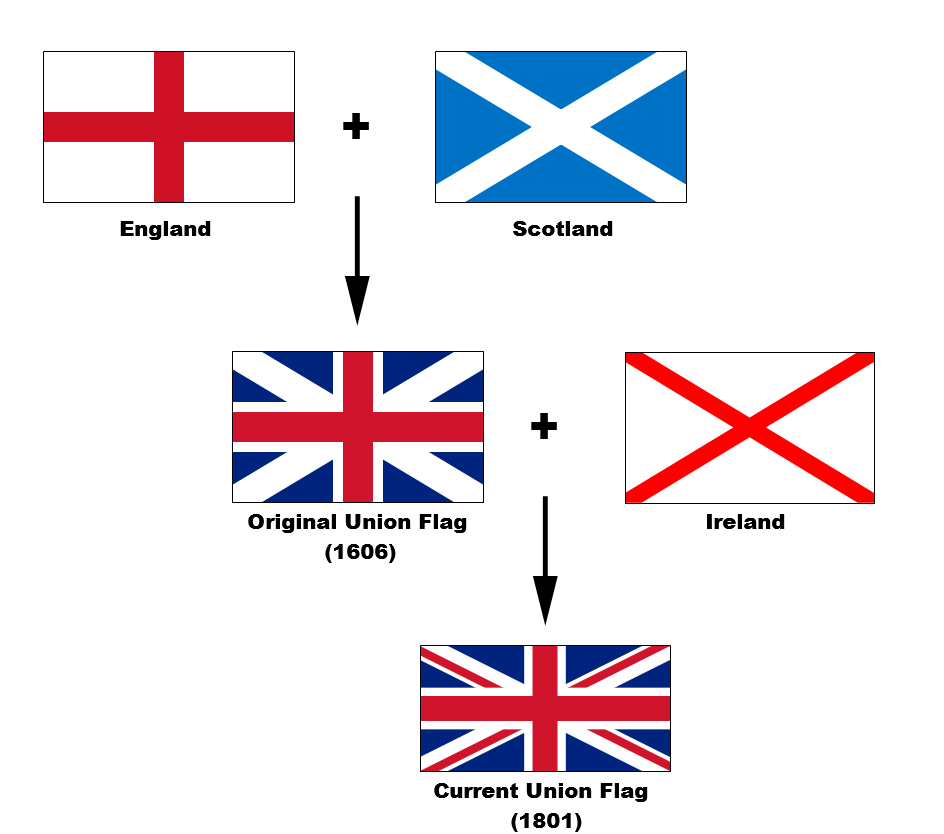
Geneza obecnej flagi brytyjskiej.

W 1603 roku, po utworzeniu przez Anglię i Szkocję unii personalnej pod rządami Jakuba I, obydwa państwa zachowały swoje stare symbole. Trzy lata później, w 1606 roku, król stwierdził jednak, że niezbędne jest utworzenie wspólnej flagi i nakazał, że ma ona zawierać symbole obydwu dawnych królestw. Pierwsza flaga Wielkiej Brytanii została przyjęta jeszcze tego samego roku. Z flagi Szkocji zapożyczono biały krzyż świętego Andrzeja, a z flagi Anglii – czerwony krzyż świętego Jerzego. Obydwa symbole umieszczono na granatowym tle, a ponieważ w heraldyce niedozwolone jest umieszczenie barwy czerwonej na niebieskiej, krzyż angielski został otoczony białym konturem. W okresie Republiki i Protektoratu na fladze umieszczono harfę, symbolizującą Irlandię, lecz po restauracji Stuartów powrócono do starego projektu.
W 1801 roku, wraz powstaniem unii Wielkiej Brytanii i Irlandii, do flagi dodano trzeci krzyż – reprezentujący Irlandię krzyż św. Patryka. W części swobodnej jego ramiona były umieszczone ponad ramionami krzyża Szkocji, natomiast przy drzewcu – odwrotnie. Aby kolor czerwony nie stykał się z niebieskim, barwy te przedzielono wąskimi białymi obrzeżeniami. Oddzielono od siebie również dwa krzyże w tym samym kolorze.
Pomimo podziału Irlandii na dwie części w 1921 roku flaga nie została zmodyfikowana, a krzyż świętego Patryka pozostaje symbolem Irlandii Północnej, pozostającej w Zjednoczonym Królestwie.

Pierwotna Flaga Unii (1601–1801)
Flaga brytyjskiego protektoratu w Irlandii (1658–1660)

## Wywieszanie flagi
Wielka Brytania nie miała nigdy jednolitych przepisów lub ustaw o symbolach narodowych. Status Union Jack jako flagi narodowej i państwowej wynika ze zbioru kilkunastu orzeczeń prawnych przyjętych na początku XX wieku. Dopiero w 1933 roku John Gilmour, minister spraw wewnętrznych, ogłosił jednoznacznie, że „Union Flag jest flagą narodową i może być wywieszana na lądzie przez każdego poddanego Jego Królewskiej Mości”.
W 2007 roku rząd Wielkiej Brytanii ogłosił jednak restrykcje dotyczące wywieszania flagi, z zastrzeżeniem jej wywieszania na terenie Anglii, na budynkach rządowych, tylko w dni świąteczne. W 2012 roku wywieszanie ograniczono również w Irlandii Północnej. Ograniczenia te były spowodowane ciągłym konfliktem pomiędzy mieszkańcami, dotyczącym przynależności prowincji.

## Reprezentowanie Walii
Ponieważ Walia została zaanektowana przez Anglię jeszcze w 1282, a w 1606 roku, kiedy projektowano Union Jack, była uważana za część Anglii, jest reprezentowana we fladze jedynie pośrednio, przez krzyż św. Jerzego. Z tego powodu pojawiają się liczne próby zaprojektowania Union Flag zawierającej walijskie symbole. W 2007 roku Ian Lucas, członek parlamentu zaproponował ich dodanie, a minister kultury, Margaret Hodge, zapowiedziała nawet, że rozważy zmodyfikowanie flagi.

Propozycja flagi Wielkiej Brytanii zawierająca symbol smoka zapożyczony z biało-zielono-czerwonej flagi Walii
Flaga Wielkiej Brytanii, do której dodany został krzyż świętego Dawida.

## Konstrukcja i wymiary
College of Arms dopuścił do użycia warianty o proporcjach 3:5 (wersja używana na lądzie) oraz 1:2 (wersja używana na morzu).

## Inne flagi

### Proporce lotnicze

Proporzec Royal Air Force
Proporzec brytyjskiego lotnictwa cywilnego

### Sztandary królewskie[5]

Sztandar Królewski Zjednoczonego Królestwa od momentu wstąpienia na tron królowej Wiktorii (1837–)
Flaga królowej Elżbiety II jako głowy Wspólnoty. Używana była, gdy królowa odwiedzała państwo, którego nie była głową.
Sztandar osobisty księcia Filipa, reprezentujący jego pochodzenie z rodzin królewskich Danii i Grecji.
Sztandar Królewski Księcia Walii.
Sztandar Królewski Księcia Walii używany w Walii.